# 求偶
求偶（英語：courtship）或求爱是動物為了吸引配偶而達到交配繁衍目的所產生的行為。這種行為存在於自然界中，透過求偶增加交配的機率，以繁衍後代。生物學家認為，動物的求偶行為是性擇演化的結果。

## 求偶行為的差異
物種之間會有不同的求偶方式，例如舞蹈、鳴聲、展示身體、建築、送禮等等。
以鳥類為例，野鴿的求偶方式是公鴿會將其喉嚨脹大、尾羽張開，使體型變得龐大。以碩大的體型在母鴿旁轉圈、搖晃頭部來展現自我，即使母鴿沒有反應，公鴿還是會棄而不捨地跟在旁邊展示情意。西方極樂鳥（Parotia sefilata）在求偶時，雄性會展示舞蹈，位於胸口正下方，細長的黑色羽毛會展開。在舞蹈中，雄鳥會快速地搖頭，向在場的雌性展示銀色三角形頭飾的色彩。
築巢也是一種求偶方式，雄性的黃胸織布鳥向雌黃胸織布鳥求偶前，會建造數個半完成的巢，並且在鳥巢上拍打翅膀和發出叫聲。一旦兩者配對成功，雄鳥才會將剩下的巢建構完整。
另外，也有動物透過送禮來提高求偶成功率，稱為求偶贈禮（nupital gift）。雄性的半水生蜘蛛Paratrechalea ornata會給雌性提供一份結婚禮物，其中包括用絲包裹的獵物。儘管需要付出一些代價，透過包裹獵物並將其作為結婚禮物，雄性可以獲得交配的好處。

## 性別差異
在多數動物中，通常是雄性負責求偶的行為。根據泰弗士的親代投資理論，這是因為兩性在生殖所耗費的成本不同。有性生殖中雌性產生的配子（卵）通常比雄性少，對每個配子都投入大量成本，雄性產生許多配子（精子），但相對投入成本很少，之間配子投資的差異導致兩性之間的生殖策略上有所不同，由於配子成本高昂，雌性通常擁有選擇的權利。除此之外，雄性弓長具有較高的雄性激素，例如睪固酮，這種激素會影響雄性表現出更積極的求偶行為。當然，也有雌性扮演求偶的角色，例如母猴在發情期屁股會腫大，引起公猴的注意。

## 打鬥
當資源有限時，戰鬥就會演變為解決問題的手段。這些資源包括配偶，當潛在配偶的數量有限時，某一性別的配子（通常是雌性）就成為有限的資源，另一性別的個體必須與對手競爭，以獲得潛在的配偶。雄性根據其身體狀況和特定環境條件使用不同的方法，以增加接近雌性的機會並提高交配成功率。更大的體型表明雄性品質更好，以及更強的打鬥能力（即大而重的雄性更有可能贏得打鬥），雄性失敗者的求愛行為因雄性獲勝者的存在而受到阻止，表示雄性可以通過贏得競爭來提高其繁殖的可能性。

## 人類的求偶
人類和動物求偶的差別在於人類需要考量的條件較多。例如約會、調情、相親等都是人類的擇偶行為。

### 約會
人們約會是為了評估彼此是否是合適的伴侶或配偶，約會規則也因文化而異。每週固定見面、熱絡聯繫，甚至接吻等親密行為在東方的觀念裡，兩人無疑是在交往的狀態。但對於西方人而言，在雙方未達共識之前，這些都只屬於「約會」（dating）的試水溫階段，離真正「交往」（relationship）還有好一段距離。

### 調情
為了表達（性）興趣，人們會進行調情。調情包括非語言信號，例如眼神交流、肢體觸摸，或語言信號，例如聊天、奉承性評論以及交換電話號碼以進行進一步聯繫。

### 相親
相親是指兩人在第三方的協助下相互交流，以確保戀愛或達成婚姻關係。相親結果不一，可能會結婚，也可能是無疾而終。